# La Fuencaliente de Mira
La Fuencaliente de Mira fue una antigua aldea del municipio de Mira, en la provincia de Cuenca, que fue desalojada y posteriormente inundada por las aguas del embalse de Contreras.

## Geografía
La aldea de La Fuencaliente estaba situada a 17 kilómetros de la población de Mira.

## Historia
La primera referencia que se conoce es en el siglo XIV, cuando en el testamento de D. Juan Alvar García, señor de Utiel, Beteta y Tragacete, dona a su hermana María Álvarez, la dehesa de la Fuencaliente. 
Un siglo más tarde, Don Diego Zúñiga, en nombre de su madre, Doña Juana de la Cerda, reclama al concejo de Requena la mitad de la dehesa de la Fuencaliente. Este hecho llevaría a Requena a tener que comprar la parte demandada por 130000 maravedís, cosa que provocó las quejas de Iniesta, que se querelló contra el concejo requenense alegando la gran cantidad de tierras adehesadas que ya poseía dicha villa.
En el siglo XVI, la dehesa sería protagonista de fuertes discordias entre Mira y Requena. Los mireños siempre defendieron que sus mojones antiguos iban desde el Pajazo hasta la Muela del Coso; Requena sin embargo, llevaba los lindes Cabriel arriba, prácticamente hasta llegar a la Cueva Santa. El conflicto generó varios procesos, solucionándose parcialmente en 1566, cuando por sentencia definitiva, la mojonera quedaba definitivamente incorporada al término de Mira.
A finales del siglo XVIII se conoce la existencia de varias casas de hortelanos, sin embargo la implantación de una numerosa población permanente en el lugar posiblemente no se iniciara hasta principios del siglo XIX, cuando Francisco Portillo, vecino de Motilla del Palancar, compró varios terrenos en Mira, entre ellos la Fuencaliente, y los puso en cultivo entre varios colonos, fabricando varias casas para ser habitadas. En 1856 consta que la aldea ya tenía una ermita y en 1890 se convertía en la aldea más importante del término de Mira, con 530 habitantes.
Un hecho dramático se desarrollaría en la década de 1960, cuando la aldea fue expropiada por el Estado para la construcción del embalse de Contreras. Esto llevaría a que cuarenta y siete familias fueran trasladadas e instaladas en varias viviendas situadas en el pueblo de Picasent. La construcción del pantano llevó varios años, y cuando se terminó en 1974, la aldea quedó totalmente sumergida bajo las aguas del río Cabriel.
En la actualidad, algunos antiguos habitantes de La Fuencaliente vuelven a las tierras de Mira el segundo domingo de mayo, para participar en la Romería a la Cueva Santa.